# Spilosoma brandti
Spilosoma brandti là một loài bướm đêm thuộc phân họ Arctiinae, họ Erebidae.